# Maktbarometern
Maktbarometern är en rapportserie utgiven och sammanställd årligen av Medieakademin sedan 2017. Rapporten sammanställer och rankar vad den kallar makthavare på sociala medier i Sverige.
Maktbarometern är en systerpublikation till Förtroendebarometern som funnits sedan Medieakademin startade 1997. En föregångare till Maktbarometern var Twitterbarometern som började ges ut 2012 och uppgick i Maktbarometern när den startade.
Den första Maktbarometern listade de mest inflytelserika på Facebook, Instagram, Twitter och Youtube. Dessutom gjordes en sammanställd lista kallad "Årets makthavare" som tog med inflytande på alla mätta plattformar och viktade beroende på hur besökt plattformen var. Från år 2022 mättes även TikTok av barometern.
Rapporten använder olika metoder för olika plattformar och olika värden kan tillmätas olika vikt i olika rapporter. Till exempel var prenumeranter tidigare en faktor för hur inflytelserik en youtubare var, men sedan detta fått mindre betydelse för faktisk tittning togs denna faktor bort från övervägande från år 2020.

## Resultat
Högsta placering för "Årets makthavare":
- 2017: Jocke & Jonna[5]
- 2018: Jocke & Jonna[6]
- 2019: Therése Lindgren[7]
- 2020: JLC[4]
- 2021: Jocke & Jonna[8]
- 2022: Jocke & Jonna[9]
- 2023: JLC[10]
- 2024: Sverigedemokraterna[11]

Högsta placering för "Mäktigast på Twitter"/"Mäktigast på X":
- 2017: Carl Bildt[5]
- 2018: Zara Larsson[6]
- 2019: Zara Larsson[7]
- 2020: Greta Thunberg[4]
- 2021: Hanif Bali[8]
- 2022: Carl Bildt[9]
- 2023: Carl Bildt[10]
- 2024: Hanif Bali[12]

Högsta placering för "Mäktigast på Instagram":
- 2017: Joakim Lundell[5]
- 2018: Joakim Lundell[6]
- 2019: Joakim Lundell[7]
- 2020: Lucas Simonsson[4]
- 2021: Joakim Lundell[8]
- 2022: Joakim Lundell[9]
- 2023: Lucas Simonsson[10]
- 2024: Joakim Lundell[12]

Högsta placering för "Mäktigast på Youtube":
- 2017: PewDiePie[5]
- 2018: Jocke & Jonna[6]
- 2019: Therése Lindgren[7]
- 2020: Therése Lindgren[4]
- 2021: Therése Lindgren[8]
- 2022: Familjen Lundell[9]
- 2023: IJustWantToBeCool2[10]
- 2024: JLC[12]

Högsta placering för "Mäktigast på Facebook":
- 2017: Expressen[5]
- 2018: Expressen[6]
- 2019: Newsner[7]
- 2020: The typical jag[4]
- 2021: Joakim Lamotte[8]
- 2022: Sverigedemokraterna[9]
- 2023: Sverigedemokraterna[10]
- 2024: Kattjouren[12]

Högsta placering för "Mäktigast på TikTok":
- 2022: Emil Henrohn[9]
- 2023: Wonderboi[10]
- 2024: Aftonbladet[12]